# Юханнус
Ю́ханнус (фин. Juhannuspäivä, швед. Midsommar, рус. Иванов день) — день летнего солнцестояния (или Ивана Купалы), общегосударственный праздник в Финляндии, национальный праздник ингерманландских финнов. Отмечается в субботу между 20 и 26 июня (переносится: в Финляндии — с 24 июня, в России — с 22 июня).

## Празднование
В этот день празднуется также День финского флага. Флаг вывешивается в 18:00 в пятницу и спускается в субботу в 21:00.
Пятница накануне Юханнуса также является выходным днём. В 2012 году праздничную 13-часовую передачу «Поезд Иванова Дня» смотрело в Финляндии около 0,5 млн зрителей.
Большинство ресторанов, кафе и заведений туристического сектора в этот день закрыты. С 2016 года магазины работают по особому расписанию. В пятницу вечером краеведческий музей Сеурасаари проводит традиционный праздник Иванова Дня, а в сам праздник открыта крепость Суоменлинна, круизы и автобусные экскурсии по городу.
Полиция Финляндии, медицинские и пожарные службы в дни праздника работают в повышенном режиме из-за значительно учащающихся случаев ДТП и повышенного травматизма при обращении с огнём и поведением на воде. Финская ироническая шутка «Если в ночь Иванова дня на озере пьяным встать в лодке в полный рост, то на берегу можно увидеть свою будущую вдову» отражает высокий риск утопления в этот день из-за злоупотребления алкоголем. Помимо полиции на воде также дежурят спасатели-добровольцы.
Кроме того Юханнус празднуется организациями ингерманладских финнов в России (Inkerin Liitto, в Карелии — Karjalan Inkerinsuomalaisten Liitto), Швеции (Sveriges Ingermanländska Riksförbund) и Эстонии (Eesti Inkerisoomlaste Liit).

## Традиции
Так как праздник выпадает на самое тёплое время года, то жители Финляндии традиционно справляют Юханнус в деревнях, на даче или кемпинге.
Традиционным атрибутом является разжигание костра, сауна и купание в открытых водоёмах. Разжигание костра разрешено по всей стране, но всегда требуется разрешение владельца земли.
На протяжении ряда лет до 50 % финских кемпингов в дни праздника не разрешают останавливаться на своей территории бездетным молодым людям в возрасте до 35 лет, предпочитая работать лишь с семейными парами.

## Юханнус в России
Юханнус в России празднуется с 1899 года. Первый такой праздник по инициативе композитора Моозеса Путро прошёл в приходе Скворица. Второй Юханнус в 1901 году прошёл в приходе Туутари, третий в 1903 году — в приходе Венйоки, затем в 1908 году — в приходе Тюрё под Ораниенбаумом, в 1910 году — в приходе Келтто (Колтуши) и в 1913 году — в приходе Колппана. Последнее официальное празднование прошло в приходе Туутари в 1918 году, затем в 1920—1930-е годы он отмечался тайно.
В современной России Юханнус празднуется на территории исторической Ингерманландии обществом Инкерин Лиитто и Евангелическо-лютеранской церковью Ингрии, а также в Карелии. Первый после депортаций 1930—1940-х годов Юханнус прошёл в Келтто в 1989 году и собрал около 5 тыс. человек. Второй Юханнус в Туутари собрал уже 8 тыс. человек.

Празднование Юханнуса
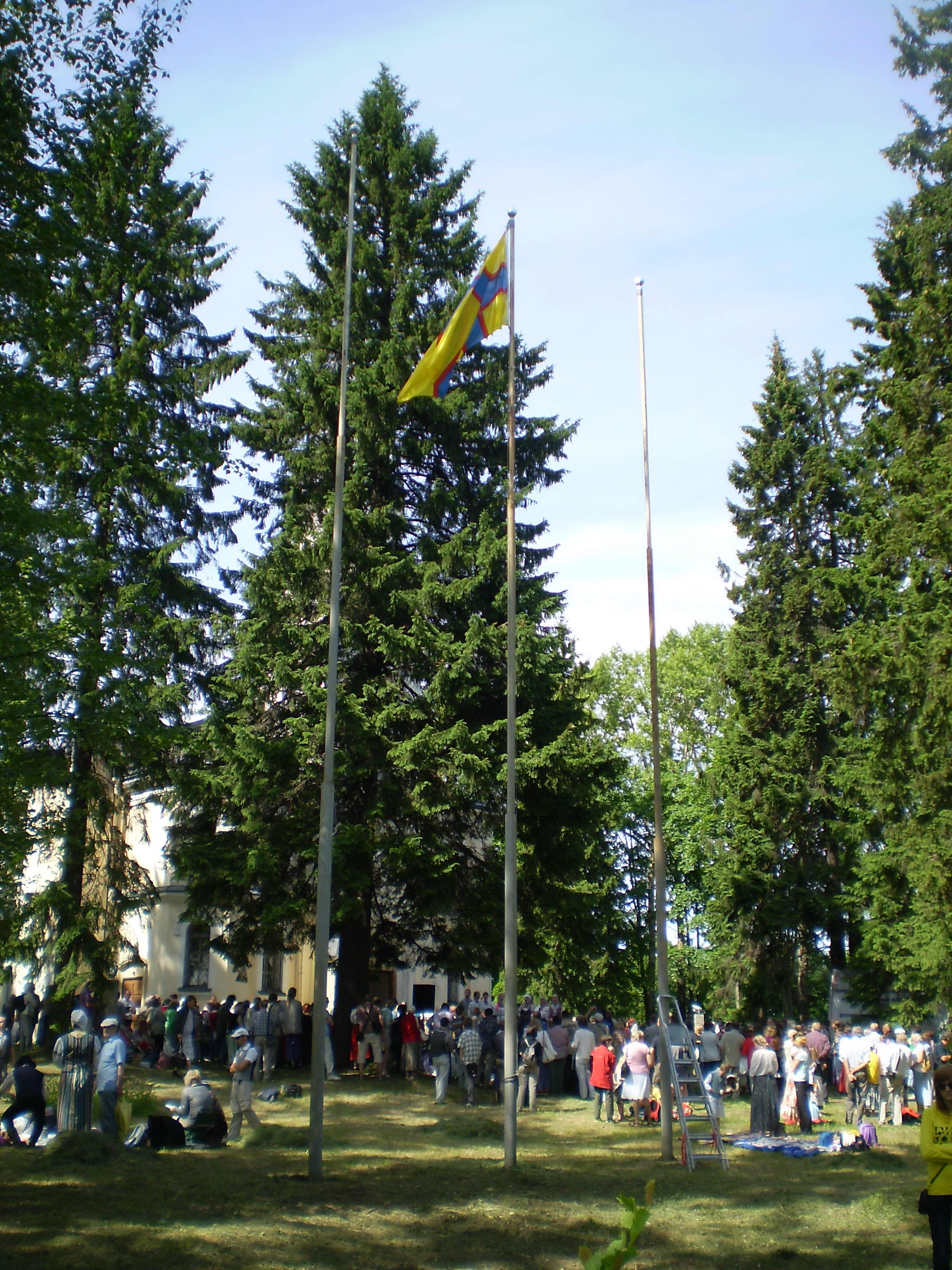
В Токсово. 2012 год
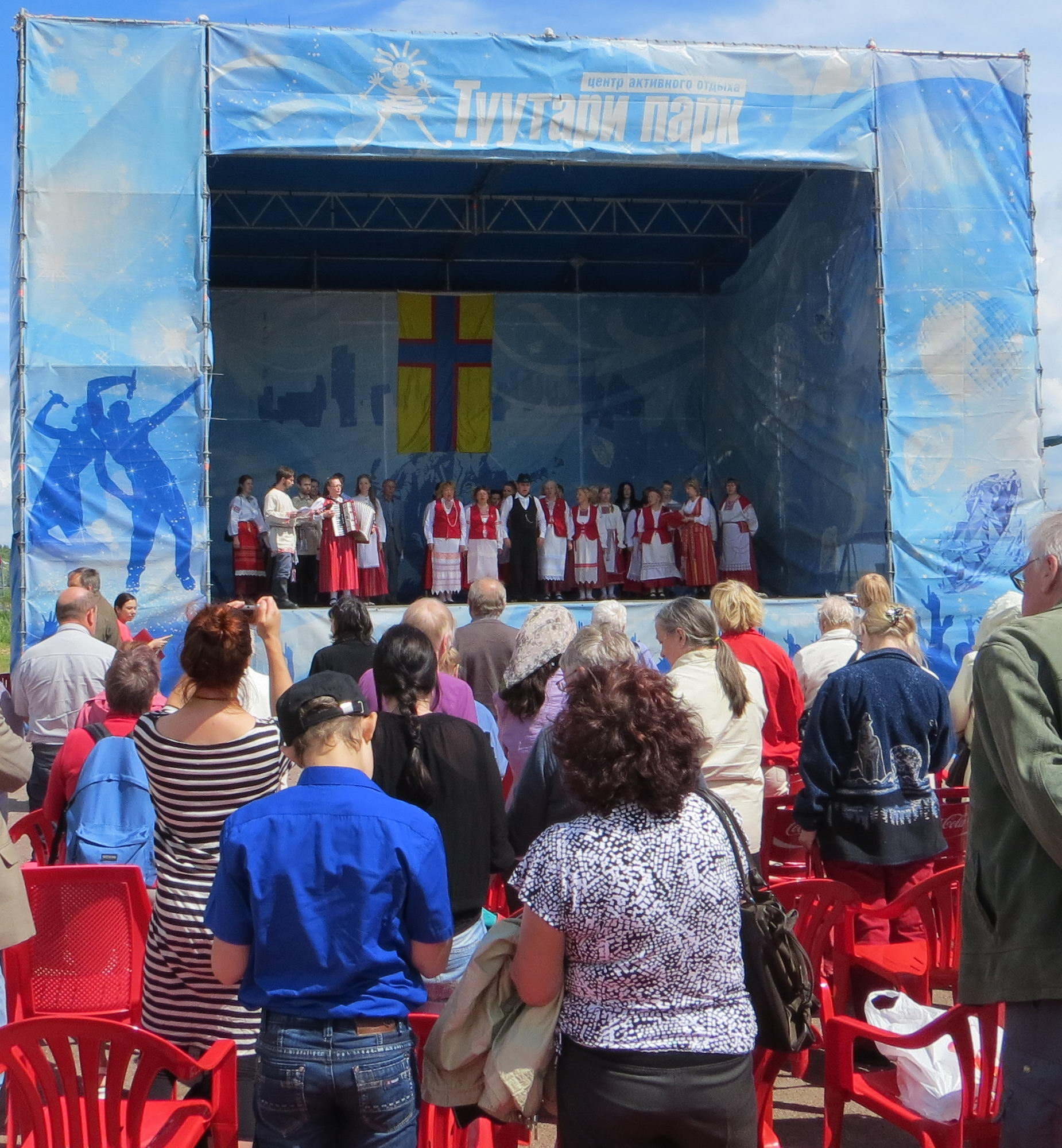
В Туутари-парке. 2013 год
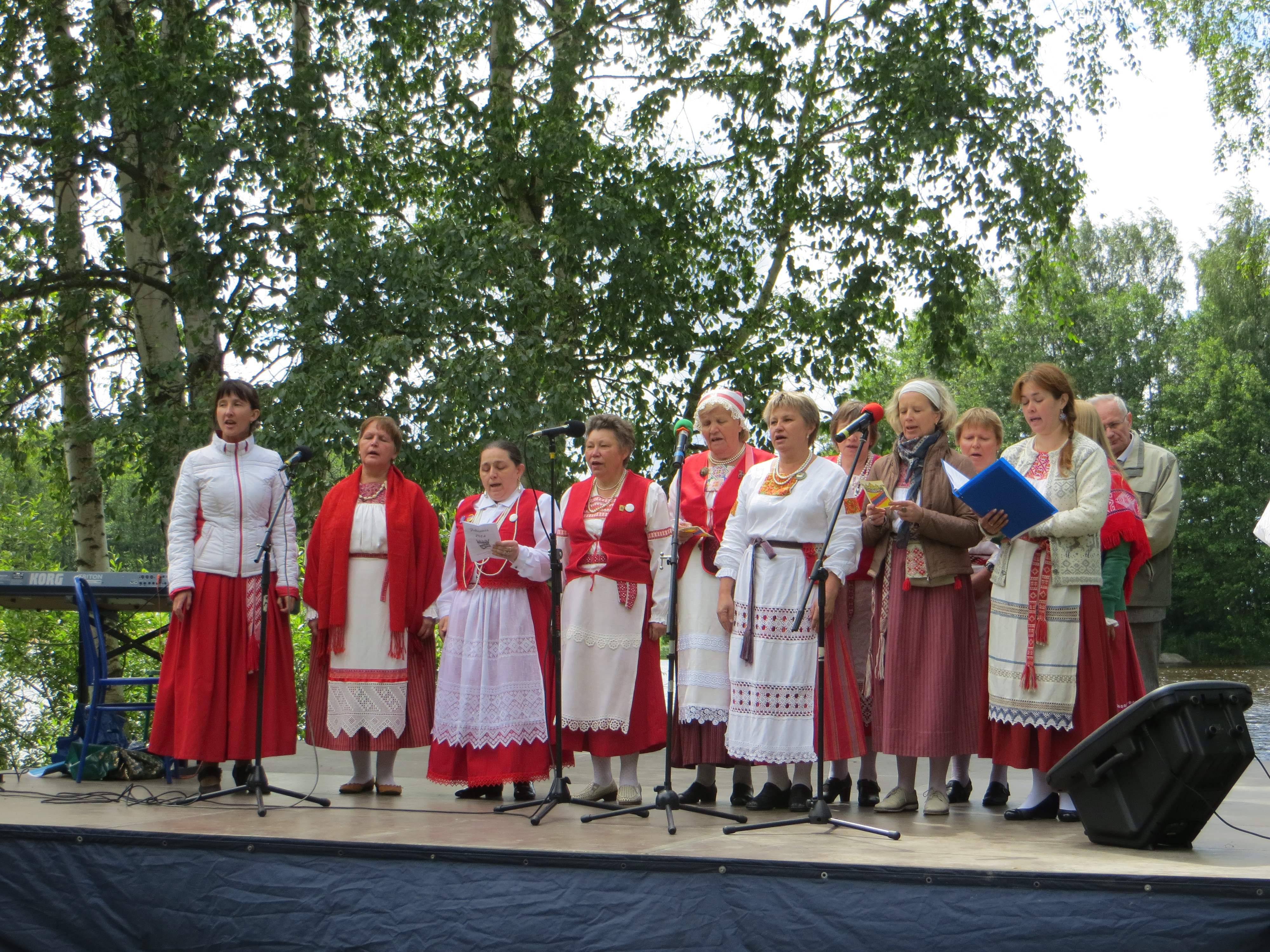
В Сестрорецке. 2014 год
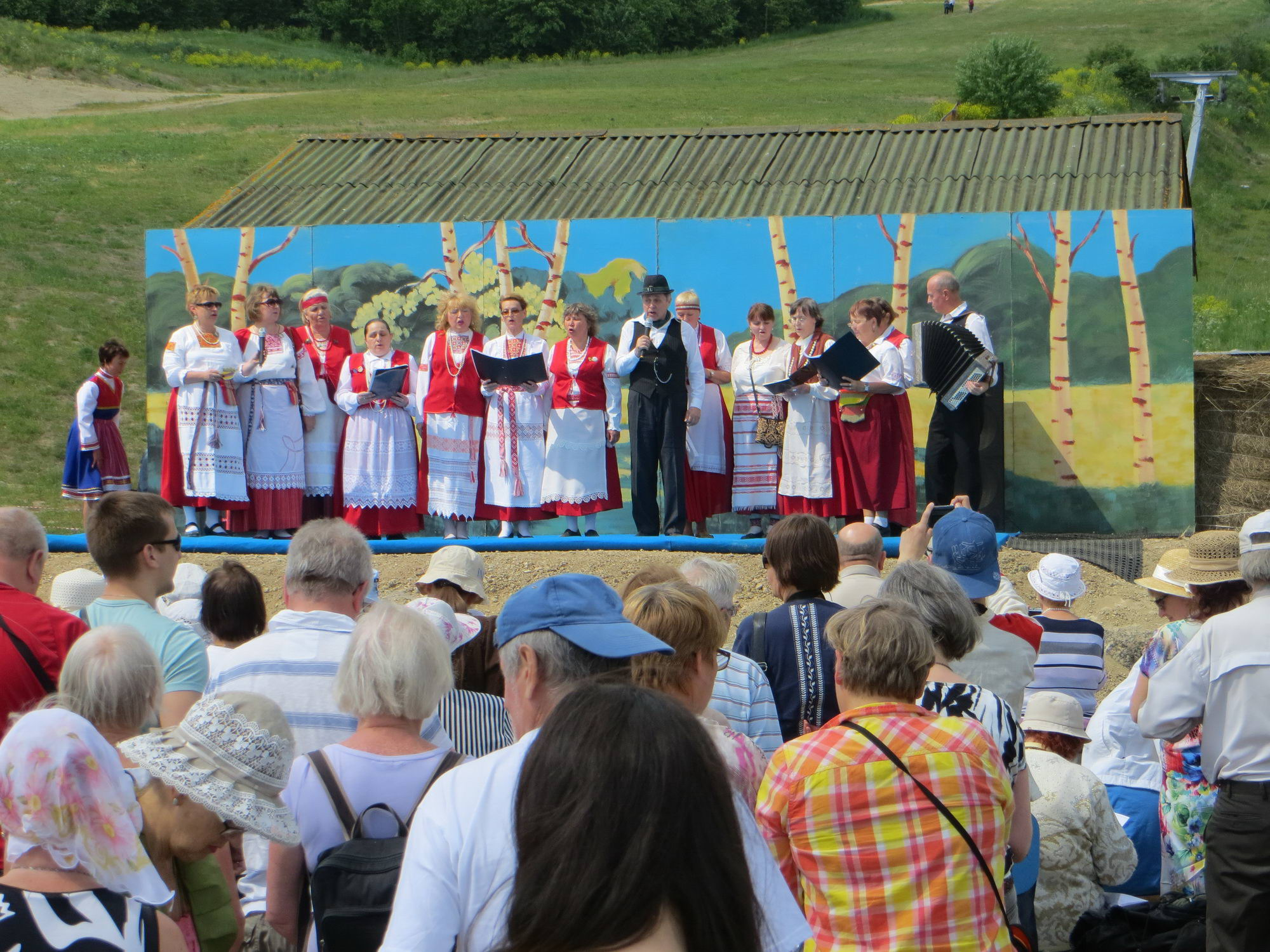
В Туутари-парке. 2015 год
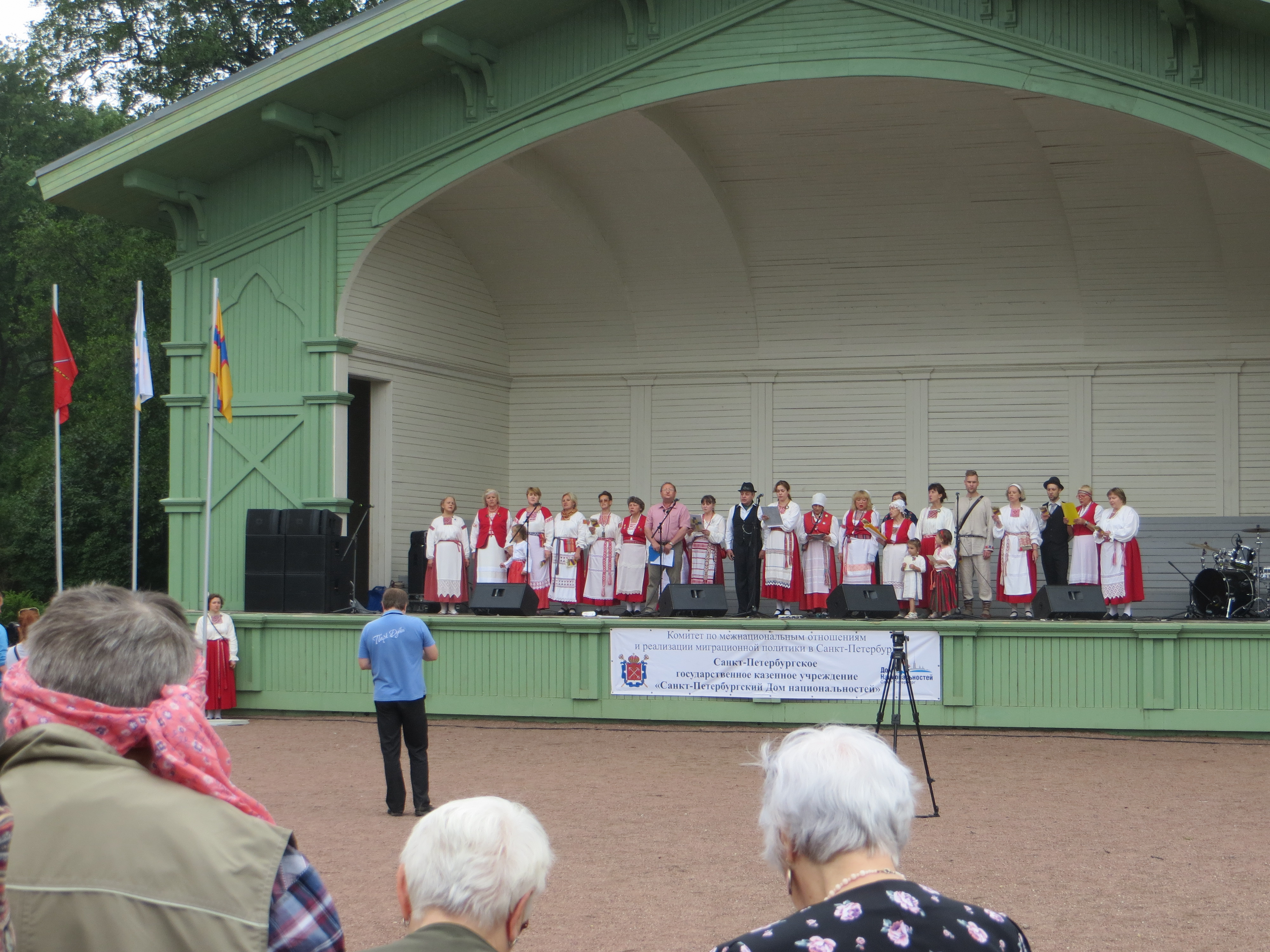
В Сестрорецке. 2016 год
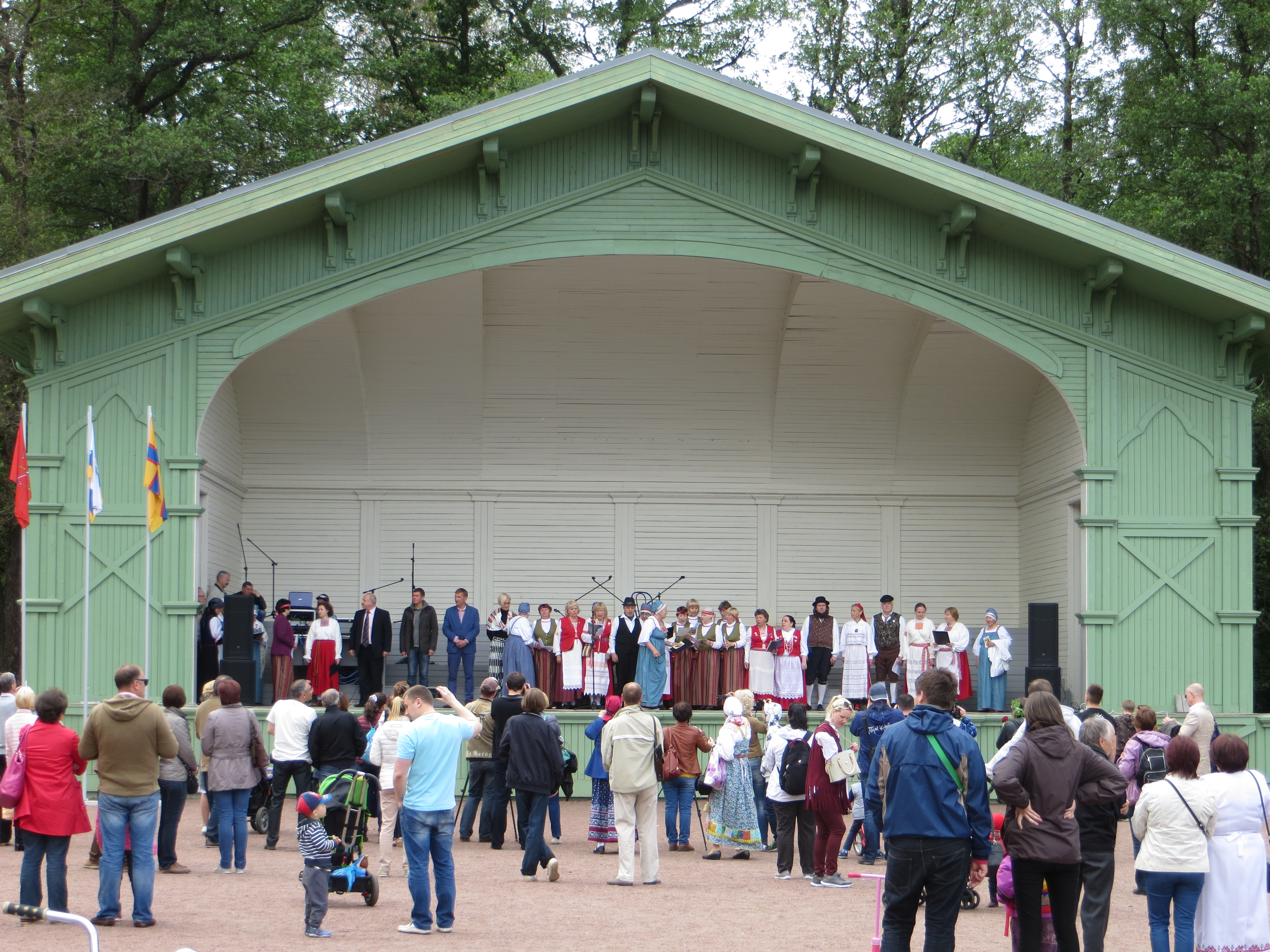
В Сестрорецке. 2017 год
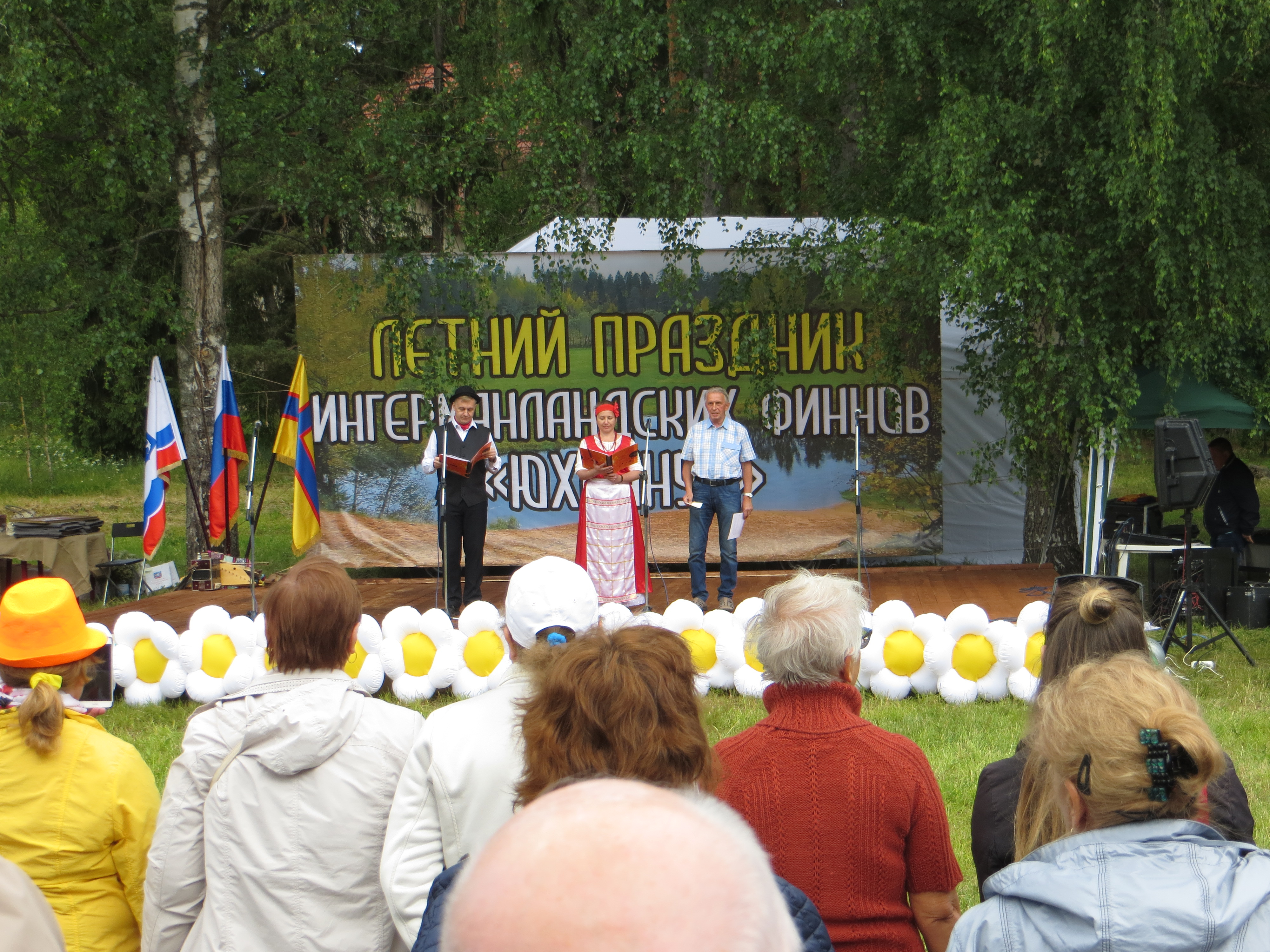
В Сиверском. 2018 год